# Erich Gutenberg

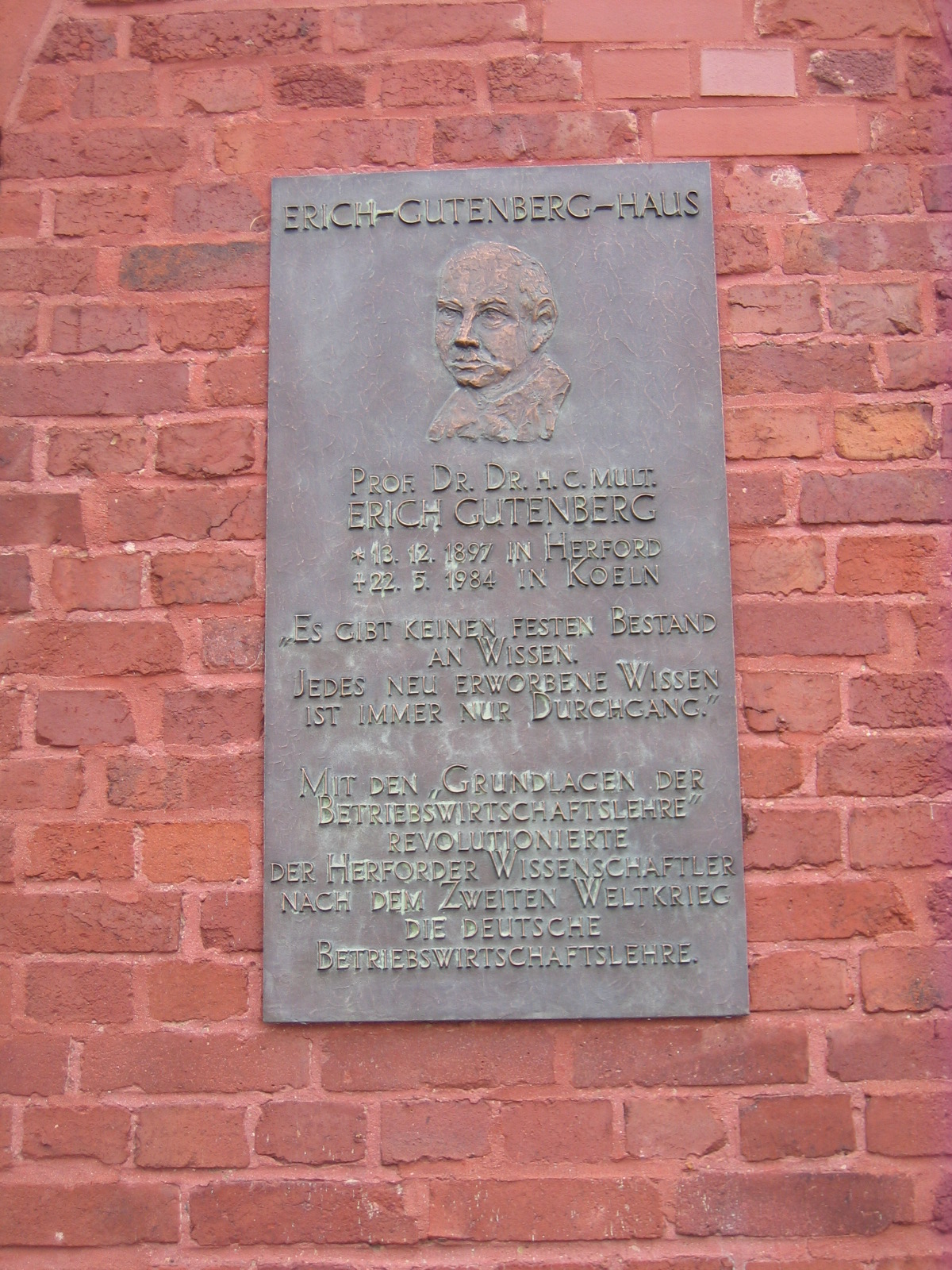
Denkmal für Gutenberg in seiner Heimatstadt Herford

Erich Gutenberg (* 13. Dezember 1897 in Herford; † 22. Mai 1984 in Köln) war ein deutscher Wirtschaftswissenschaftler. Er gilt als Begründer der modernen deutschen Betriebswirtschaftslehre (BWL) nach dem Zweiten Weltkrieg.

## Leben
Gutenberg war Sohn eines Fabrikanten, besuchte das humanistische Friedrichs-Gymnasium Herford und legte das Abitur im Frühjahr 1918 in einem Lazarett während des Ersten Weltkrieges ab.
Gutenberg studierte ab Januar 1919 zunächst Naturwissenschaften, insbesondere Physik und Chemie, an der Technischen Hochschule in Hannover, brach das Studium aber bereits im Juni 1919 wieder ab. Der Grund war der Wunsch des Vaters, er solle in das elterliche Unternehmen eintreten. Der Betrieb stellte Dreschmaschinen und andere Produkte für die Landwirtschaft her. Bei Ausbruch des Ersten Weltkrieges zählte das Unternehmen Niebaum & Gutenberg 400 Mitarbeiter. Das Unternehmerumfeld prägte den jungen Erich Gutenberg. Nach dem Tod des älteren Bruders, der das Unternehmen übernommen hatte, wurde nach langwierigen Verhandlungen mit Partner Niebaum eine Einigung erzielt, dass  Erich Gutenbergs zum 1. Januar 1926 in das Unternehmen eintreten würde.
Gutenberg konnte nach wenigen Monaten wieder an die Universität als Student wechseln. Eigentlich wollte er sein naturwissenschaftliches Studium weiterführen, doch gab es im elterlichen Unternehmen keinen Bedarf für eine Führungskraft mit Ingenieursausbildung. Gutenberg entschloss sich im Juni 1919 zur Aufnahme eines Studiums der Nationalökonomie an der Universität Würzburg und wechselte bald zur Universität Halle/Saale. Dort studierte er zur gleichen Zeit wie sein Bruder. Im Dezember 1921 promovierte er dort mit dem Thema Thünens Isolierter Staat als Fiktion.
Ab Januar 1922 arbeitete er zunächst als Angestellter in der Maschinenfabrik Starke & Hoffmann in Hirschberg (Niederschlesien), um Berufspraxis für das elterliche Unternehmen zu sammeln. Gutenbergs Eintrittsabsichten in das elterliche Unternehmen wurden hinfällig, als dieses im Oktober 1924 (fast ein Jahr nach dem Ende der Hyperinflation und der Einführung der Rentenmark) in Konkurs ging. Im November 1924 übernahm er stattdessen eine Stelle als wissenschaftlicher Assistent und Dozent an der Westfälischen Wilhelms-Universität in Münster, die er bis 1930 innehatte. In der Zwischenzeit studierte Gutenberg von April 1925 bis März 1926 Betriebswirtschaftslehre an der Universität Frankfurt am Main mit Abschluss Diplom-Kaufmann. Gutenberg habilitierte sich im Mai 1928 in Betriebswirtschaftslehre an der Universität Münster. Das Thema der Habilitation war Die Unternehmung als Gegenstand betriebswirtschaftlicher Theorie. Gutachter waren Fritz Schmidt und Wilhelm Kalveram (beide Frankfurt am Main).
Im April 1929 wurde Gutenberg bei der Deutschen Zentralgenossenschaftsbank in Berlin angestellt. Im April 1932 wechselte er zur Deutschen Wirtschaftsprüfungs-AG, wo er Leiter der Filiale Dortmund wurde und im Januar 1933 sein Examen als Wirtschaftsprüfer ablegte. Danach wurde er im April 1933 in den Vorstand der Deutschen Wirtschaftsprüfungs-AG berufen. Stets betrachtete Gutenberg die Tätigkeit als Wirtschaftsprüfer nur als zeitlich begrenzte Aufgabe. Die Rückkehr zur universitären Lehre war von Anfang an geplant.
1937 erhielt Gutenberg einen Lehrauftrag an der Universität Rostock. Am 24. November 1937 beantragte er die Aufnahme in die NSDAP und wurde rückwirkend zum 1. Mai desselben Jahres aufgenommen (Mitgliedsnummer 5.605.215), er trat auch dem NS-Dozentenbund bei. Er wurde 1938 als außerordentlicher Professor an die Bergakademie Clausthal berufen und blieb dort bis 1940. 1939 wurde er auch Mitglied der SA.
Von 1941 bis 1947 hatte er den Lehrstuhl für Betriebswirtschaftslehre an der Friedrich-Schiller-Universität Jena inne. In diesen Jenaer Jahren nahm er an Widerstandsaktivitäten der Neubauer-Poser-Gruppe teil. Er wurde 1948 als Nachfolger von Fritz Schmidt an den Lehrstuhl für Betriebswirtschaftslehre an der Johann Wolfgang Goethe-Universität in Frankfurt am Main berufen, blieb dort bis 1951 und wurde 1951 als Nachfolger von Eugen Schmalenbach an der Universität zu Köln auf den Lehrstuhl für Allgemeine BWL und die Spezielle BWL der Industriebetriebslehre berufen.
Hier schrieb er das für die deutsche Betriebswirtschaftslehre grundlegende 3-bändige Werk Grundlagen der Betriebswirtschaftslehre. 1951 erschien Band 1 (Die Produktion), 1955 Band 2 (Der Absatz) und 1969  Band 3 (Die Finanzen). Gutenberg nahm 1951 noch an, dass das für die Agrarproduktion aufgestellte Ertragsgesetz auch in Industriebetrieben gelten würde. In der 1955 erschienenen 2. Auflage seines verwarf er die Gültigkeit des Ertragsgesetzes und postulierte limitationale Produktionsfunktionen, die als Gutenberg-Produktionsfunktion (vom Typ B) bekannt wurden. Das Opus magnum Gutenbergs hieß im Studenten-Jargon „Gutenberg-Bibel“. In diesem in Deutschland einflussreichsten Gesamtwerk betrachtete er den Betrieb nicht mehr in seinen verschiedenen Teilbereichen, sondern in der Gesamtheit seiner Funktionen Produktion, Absatz und Finanzen. Dabei unterschied er zwischen wirtschaftssystemunabhängigen und wirtschaftssystemabhängigen Einflussgrößen der Produktion. Im Mittelpunkt stand die Produktivitätsbeziehung zwischen Input und Output – die Produktionsfunktion. Gutenberg wurde 1966 nach 15-jähriger Tätigkeit im Alter von 69 Jahren in Köln emeritiert.
Gutenberg war von 1954 bis 1966 Mitglied des wissenschaftlichen Beirats beim Bundeswirtschaftsministerium und von 1964 bis 1978 alleiniger Herausgeber der Zeitschrift für Betriebswirtschaft.
Gutenberg starb 1984 im Alter von 86 Jahren. Er war mit der Rechtsanwältin Magdalene geborene Busse verheiratet. Die Grabstätte der Eheleute befindet sich auf dem Melaten-Friedhof in Köln.

## Ehrungen
Gutenbergs Verdienste um die BWL wurden durch sechs Ehrendoktorate gewürdigt. Folgende Universitäten verliehen ihm den Ehrendoktortitel: Berlin (1957), Münster (1962), München (1967), Saarbrücken (1968), Göttingen (1977) und Frankfurt (1978).
Im Jahr 1973 wurde ihm zu Ehren eine Wirtschaftsschule in der Stadt Bünde in seinem Heimatkreis Herford auf den Namen Erich-Gutenberg-Schule getauft. Sie heißt mittlerweile Erich-Gutenberg-Berufskolleg. In Köln-Buchheim gibt es ebenfalls ein Erich-Gutenberg-Berufskolleg. Seine Heimatstadt Herford benannte das Gebäude der ehemaligen Möbelfabrik Kopka, in dem sich die Stadtbibliothek befindet, nach ihm (siehe Abbildung).
Der Ehemaligen-Verein seines Friedrichs-Gymnasiums ehrt auf Vorschlag der Schulleitung jedes Jahr einen Abiturienten für herausragende schulische Leistungen und besonderes gesellschaftliches Engagement mit der Gutenberg-Medaille.
Gutenberg wurde 1968 mit dem Großen Bundesverdienstkreuz ausgezeichnet. Die Universität Köln ehrte ihn am 11. Dezember 1985 posthum mit einer Akademischen Trauerfeier.

## Werk
In seinem einflussreichsten dreibändigen Werk „Grundlagen der Betriebswirtschaftslehre“ entwickelte Gutenberg ein neues System der Betriebswirtschaftslehre. Das auch für Laien leicht lesbare Werk zerlegt den Betrieb nicht mehr in seine Teilbereiche, sondern beurteilt ihn in der Gesamtheit seiner betrieblichen Funktionen. Im Mittelpunkt steht die Produktivitätsbeziehung zwischen Input und Output, die Produktionsfunktion. Ausgangspunkt seiner Modellierung war die mikroökonomische Theorie.
Weiterhin entwickelte Gutenberg eine bis heute aktuelle Einteilung der Produktionsfaktoren in der Betriebswirtschaftslehre. Sein Ausgleichsgesetz der Planung besagt, dass auf einen Engpass, also einen Teilbereich, der andere Teilbereiche in ihrem Handeln einschränkt, das Augenmerk für alle Teilpläne gerichtet werden sollte. Da bei heutigen Unternehmen meist der Absatz den Engpass darstellt, sollte sich nach dieser Definition die Planung auf den Kunden konzentrieren und daher marketingorientiert sein. Bereits 1970 rezensierte die von ihm herausgegebene Zeitschrift für Betriebswirtschaft: „Mit den drei Bänden der Grundlagen liegt ein in seiner Geschlossenheit und Originalität für die neuere Betriebswirtschaftslehre einzigartiges Werk vor. Seit Jahren gilt es nicht nur als Standardwerk in Deutschland, sondern hat durch Übersetzungen in verschiedene Sprachen auch internationale Anerkennung und Verbreitung gefunden. Angesichts der Auffächerung und Vertiefung der einzelnen betriebswirtschaftlichen Probleme kann man sich fragen, ob es künftig einem Gelehrten noch einmal gelingen wird, eine in vieler Hinsicht originäre Darstellung der theoretischen Grundlagen der ganzen Disziplin zu geben.“
Das Werk Erich Gutenbergs wird im Rahmen der Erich-Gutenberg-Arbeitsgemeinschaft Köln e. V. sowie insbesondere durch seinen wissenschaftlichen Schüler und späteren Schwiegersohn Horst Albach weitergeführt.
Erich Gutenberg zählt zu den meistzitierten deutschsprachigen Betriebswirten.

## Schriften (Auswahl)
- Die Unternehmung als Gegenstand betriebswirtschaftlicher Theorie. Berlin 1929 (unveränderter Nachdruck 1998 unter ISBN 3-409-12218-4)
- Untersuchungen über die Investitionsentscheidungen industrieller Unternehmen. Westdeutscher Verlag, Köln 1959.
- Grundlagen der Betriebswirtschaftslehre. Band 1: Die Produktion. Springer-Verlag, Berlin/Heidelberg 1951, 1983 (24. Auflage; ISBN 3-540-05694-7)
- Grundlagen der Betriebswirtschaftslehre. Band 2: Der Absatz. Springer-Verlag, Berlin/Heidelberg 1955, 1984 (17. Auflage; ISBN 3-540-04082-X)
- Grundlagen der Betriebswirtschaftslehre. Band 3: Die Finanzen. Springer-Verlag, Berlin/Heidelberg  1969, 1980 (8. Auflage; ISBN 3-540-09904-2)
- Zur Theorie der Unternehmung. Schriften und Reden von Erich Gutenberg aus dem Nachlass. Hrsg. von Horst Albach. Springer-Verlag, Berlin 1989, ISBN 3-540-50460-5.